# Simo di Magnesia
 Simo di Magnesia, Σῖμος, IV secolo a.C., scrisse alcune rappresentazioni popolari che da lui presero il nome di Simodie.
Le simodie erano caratterizzate dal canto e dalla danza degli attori.
Di Simo di Magnesia si hanno scarse notizie biografiche.